# Crespin (Nord)
Crespin – miejscowość i gmina we Francji, w regionie Hauts-de-France, w departamencie Nord.
Według danych na rok 1990 gminę zamieszkiwały 4553 osoby, a gęstość zaludnienia wynosiła 458 osób/km² (wśród 1549 gmin regionu Nord-Pas-de-Calais Crespin plasuje się na 197. miejscu pod względem liczby ludności, natomiast pod względem powierzchni na miejscu 328.).